# Loïc Loval
Loïc Loval (Longjumeau, Francia, 28 de septiembre de 1981) es un exfutbolista de Francia que jugaba en la posición de delantero centro.

## Carrera

### Club
| Periodo   | Club            | Apariciones | Goles |
| --------- | --------------- | ----------- | ----- |
| 2001-2002 | Besançon RC     | 12          | 0     |
| 2002-2003 | Valenciennes FC | 0           | 0     |
| 2003      | Cercle Brugge   | 2           | 0     |
| 2003–2005 | De Graafschap   | 44          | 8     |
| 2005–2007 | Go Ahead Eagles | 51          | 15    |
| 2007–2010 | FC Utrecht      | 82          | 9     |
| 2010–2012 | Vannes OC       | 42          | 13    |
| 2012–2013 | FC Mulhouse     | 17          | 2     |
| 2013–2015 | US Orléans      | 35          | 8     |
| 2015–2016 | FC Fleury 91    | 12          | 0     |

### Selección nacional
Jugó para Guadalupe en 22 ocasiones de 2007 a 2014 y anotó cinco goles; participó en tres ediciones de la Copa de Oro de la Concacaf.